# John Davies (úszó)
John Griffith Davies (Willoughy, Új-Dél-Wales, 1929. május 17. – Pasadena, Kalifornia, 2020. március 24.) olimpiai bajnok ausztrál úszó. 1986 és 1998 között szövetségi bíró volt Kaliforniában, az Egyesült Államokban.

## Pályafutása
Az 1952-es helsinki olimpián 200 m mell versenyszámban olimpiai bajnok lett.
1959-ben a Kalifornia Egyetemen (UCLA) jogi diplomát szerzett. A következő évben megkapta az amerikai állampolgárságot. 1986 és 1998 között szövetségi bíró Kalifornia központi kerületében.

## Sikerei, díjai
- Olimpiai játékok
  - aranyérmes: 1952, Helsinki (200 m mell)